# 塩田津
塩田津（しおたつ）は、佐賀県嬉野市塩田町にある町家群。2005年（平成17年）に国の重要伝統的建造物群保存地区（重伝建地区）に選定されている。
長崎街道の宿場町（塩田宿）および塩田川の河港（塩田津）として栄えた。白漆喰壁の町屋「居蔵家（いぐらや）」（居蔵造り）が軒を連ね、特徴的な景観を形作る。
居蔵家のほか、江戸時代の町割りや地割り、水路が残る点が重伝建地区に選定される要因となった。重伝建地区選定翌年の2006年から保存・修理事業が開始され、景観地区としての整備が進められている。

## 歴史
塩田が宿場町および河港として大きく栄えたのは、江戸時代に入って佐賀藩支藩である肥前蓮池藩の西目領地（西側の飛び地領地）の統治拠点となってからである。塩田川（現在の浦田川）沿いに津と土蔵・座蔵（1階が倉庫、2階が座敷の建物）があり、並行して街道沿いに町が延びている。その背後の山麓には寺院があって、寺院の間には藩校の塩田学寮（観瀾亭、現在の嬉野高等学校塩田校舎敷地）、藩の頭人役所や上使屋も設けられていた。なお、最も古い常在寺は8世紀の創建と伝わる。
塩田川は大きい潮位差により有明海とを行き来でき、米など農産物に加えて、塩田の北にある志田で粘土を原料に作られた陶磁器（志田焼）などを船で運び出す一方、18世紀以降有田焼の原料となった天草陶石などを運び入れる港であった。1818年（文化10年）には藩の西目領地の年貢米を集める蔵が建設された記録も残っている。
なお、塩田川は度々増水して街道が通行不能になってしまうため、長崎街道は江戸中期以降武雄や嬉野を通る経路が本道となり、塩田宿を通る経路は塩田道と呼ばれる脇街道になった。しかし、1850年（嘉永3年）の「塩田郷絵図」や1867年（慶応2年12月16日）の「塩田町考図」からは往時の様子がうかがえ、「塩田町考図」には100件以上の商家が記されていることから、江戸末期に至っても賑わっていたと推測できる。長崎街道に特徴的な砂糖菓子の文化もあり、金花糖などを作る菓子屋・飴屋が10軒以上みられた時期もあったという。
一方、18世紀には度々大火に見舞われた記録がある。1789年（寛政元年）の大火は、その復興後に火災に強い漆喰作りの居蔵家が初めて建てられた。初めて建てられた居蔵家は、大火の翌1790年（寛政2年）建築の吉富家住宅である。更に、肥前一円に大きな被害のあった1828年（文政11年）の子年の大風が普及を促したとされる。これら居蔵家の普及は、江戸時代に書かれた「天相日記」と呼ばれる塩田津在住者の日記に記されている。
明治37年、祐徳軌道敷設に際して現在の市道塩田宿線（旧長崎街道）にあたる沿道の西側家屋が2間ほど曳家された。
江戸時代まで当地域は「塩田町」と記されるが、廃藩置県後は「塩田津」と記されるため川港としての役割が次第に強まったとされる。大正5年に発行された『塩田郷土誌』によると当時の川港の様子として、杵島郡の陶磁器や現嬉野市内の内野山や吉田焼等の原材料は全て熊本県天草・長崎県対馬等より来て必ず塩田津（港）に陸揚げされる。現嬉野市（塩田郷・嬉野郷・吉田郷）と杵島郡山間部にある産物と需要品は塩田津（港）に集散されると、記される。
昭和8年に荷揚げ場の拡大が行われ最盛期を迎えるが、昭和初期には塩田川下流に百貫橋が架けられ長崎本線も開通して交通が分散、橋のせいで大きな船が塩田まで上れなくなり、商家は住居として使われるものが多くなっていく。更に1962年（昭和37年）の水害（7・8水害）を大きな契機として、水害の多い塩田川は蛇行を是正する改修が行われ1983年（昭和58年）に完成、河港・塩田津の利用は昭和40年代に終わり、塩田津に面した旧河道は浦田川となった。

## 町並み保存
町の変化に伴って、現存する居蔵家は十数件にまで減少した。一方、明治時代の祐徳軌道敷設に際して沿道の家屋が曳家され、幹線道路（現国道498号）がバイパス建設で整備されたりしたことで、町並みがある程度保存されてきた。そうした中で平成に入ってまちおこし団体「塩田塾」が発足、さらに「町並み研究会」が発足して町並み保存の動きが活発化した。平成17年度には重要伝統的建造物群保存地区に選定され、平成18年度から保存修理事業が開始した。同年に「塩田津町並み保存会」も発足した。
町並み保存にまつわる課題として以下が挙げられる。ひとつは大雨時の排水の問題で、浸水が多い地域だが旧街道では従来の路面高のままの景観が維持されるため、居住性との兼ね合いが模索されている。このほか、旧街道の道路舗装について地道風舗装の拡大や塩田石を含めた自然石敷石舗装の採用などが検討されている。
防災の面では、水害対策として塩田津伝建地区に隣接する嬉野市立塩田中学校において周辺より地盤を下げ大雨の際に貯水機能を持つ遊水地とし、周辺地域に対して浸水を遅らせる。なお、嬉野市立塩田中学校は嬉野市社会文化会館と合わせて、外観は塩田津伝建地区に調和したデザインとする。火災対策としては防火池、防火水槽、消火栓の整備が進められる。

## 主な建造物・施設
塩田津は、長崎街道沿いの景観、川沿いの景観、山側の景観のそれぞれ異なる3ヵ所の景観から構成される。
長崎街道沿線にあたる上町・中町・下町は、大型町家群が構成する重厚な景観となっている。
- 西岡家住宅 - 舟運を営む豪商西岡家の居蔵造りの大型町家。国の重要文化財。1855年（安政2年）築[2]。
- 杉光陶器店 - 居蔵造りの大型町家。通りに面した1855年築・木造3階建瓦葺の主屋、並びに一の蔵・二の蔵・三の蔵が国の登録有形文化財。三の蔵は、明治末からの数年間志保田銀行（塩田銀行、現在の佐賀銀行の前身のひとつ）店舗に使用された経緯もある[2][15]。
- 旧下村家住宅 - 嬉野市指定重要文化財。江戸時代後期建築と推定される。塩田津内で希少なくど造りの草葺き町家。観光案内所として利用されている旧検量所跡（町並み交流集会所）が隣接する[16]。
- 御蔵 - かつての蓮池藩の米蔵の1棟を移築保存している[2]。

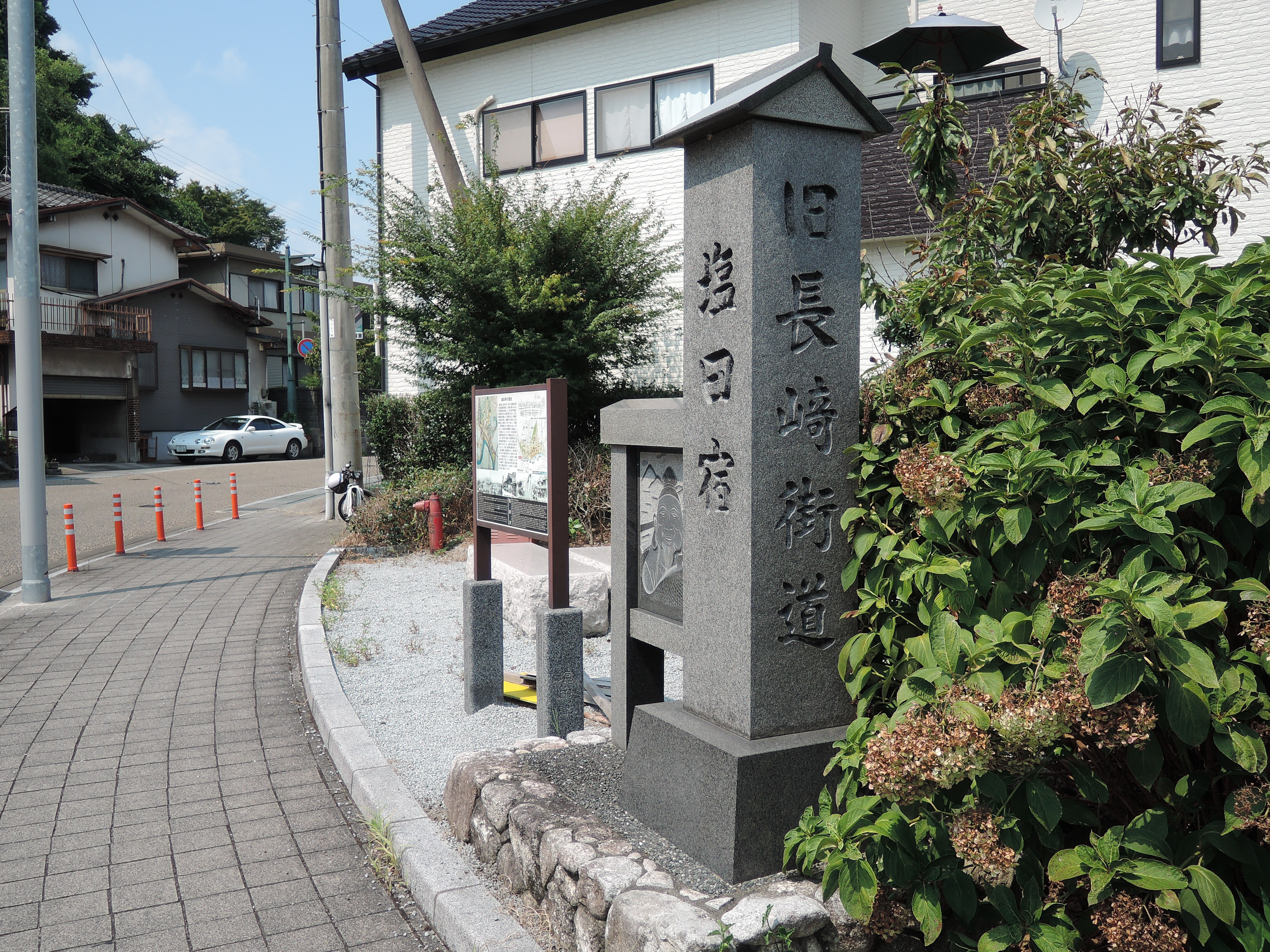
入口の石碑
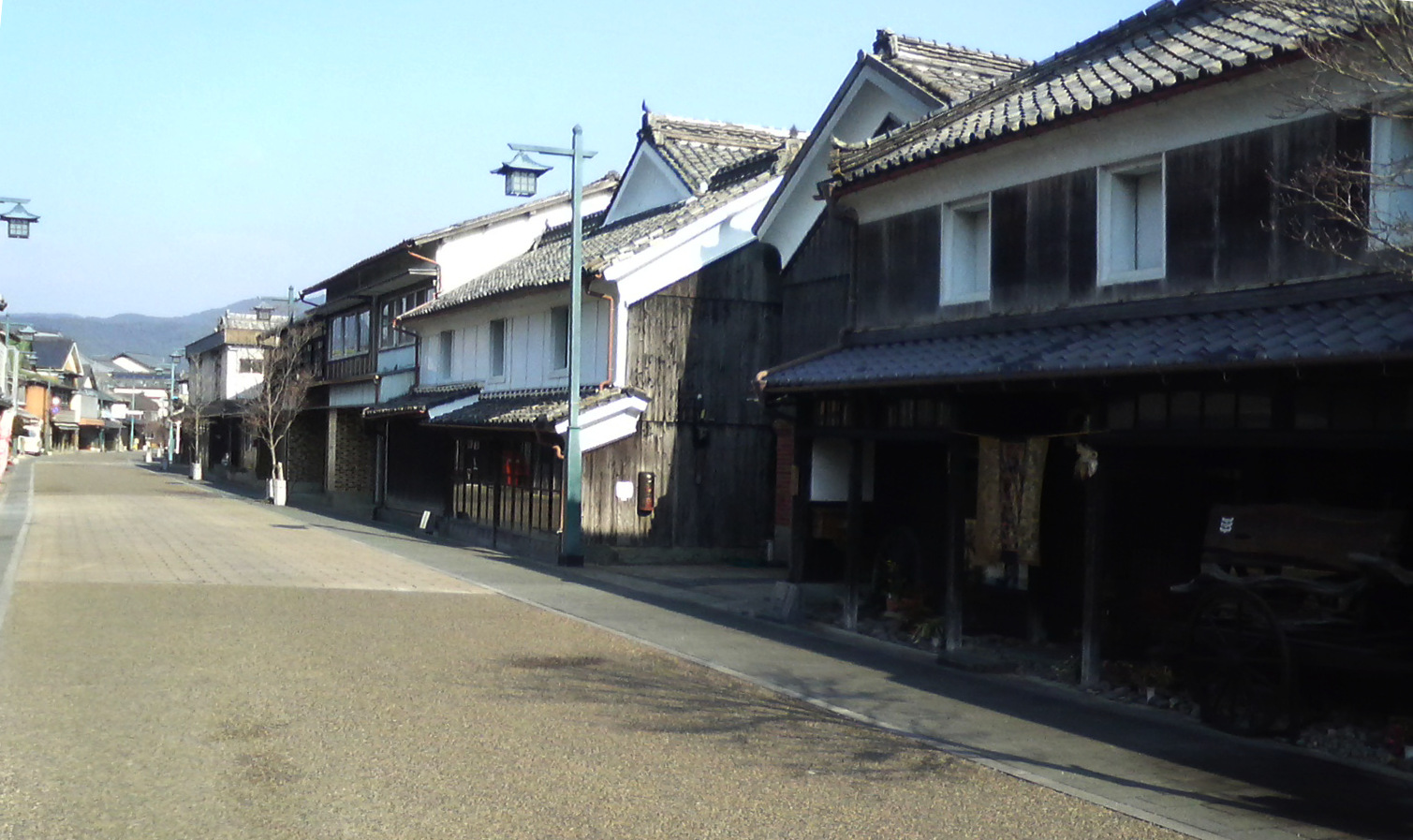
長崎街道沿いの町並み
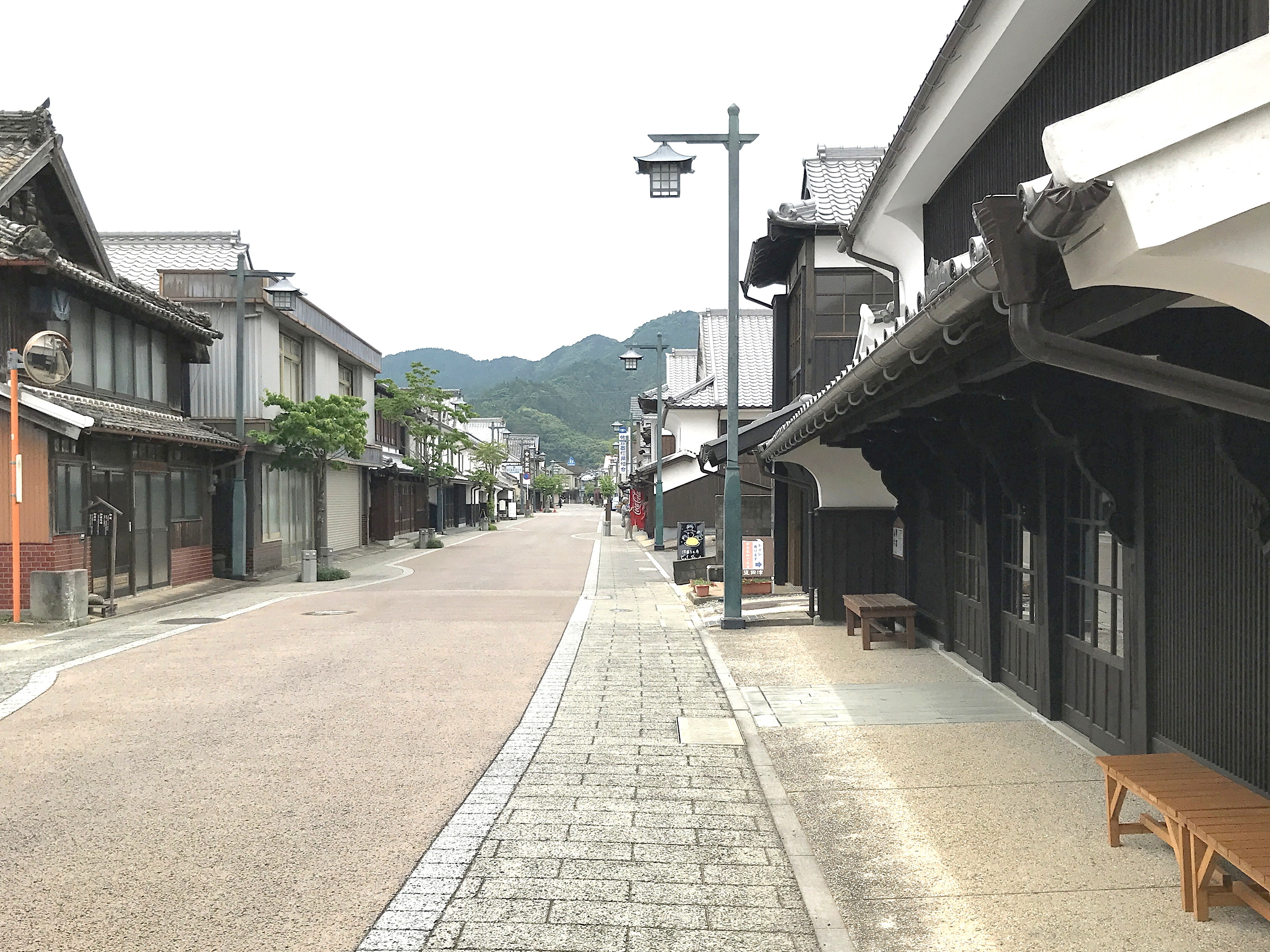
長崎街道沿いの町並み
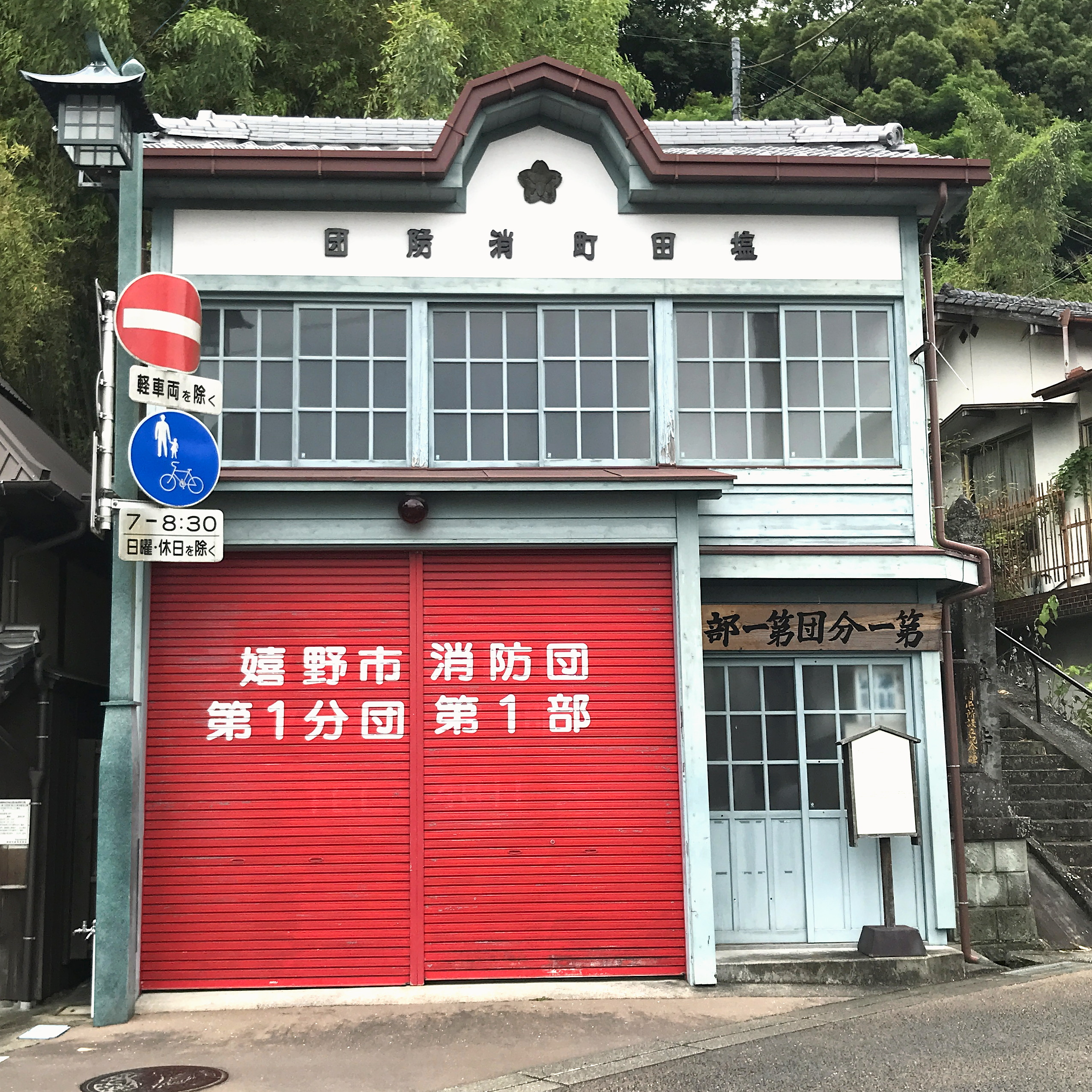
嬉野市消防団第一分団所
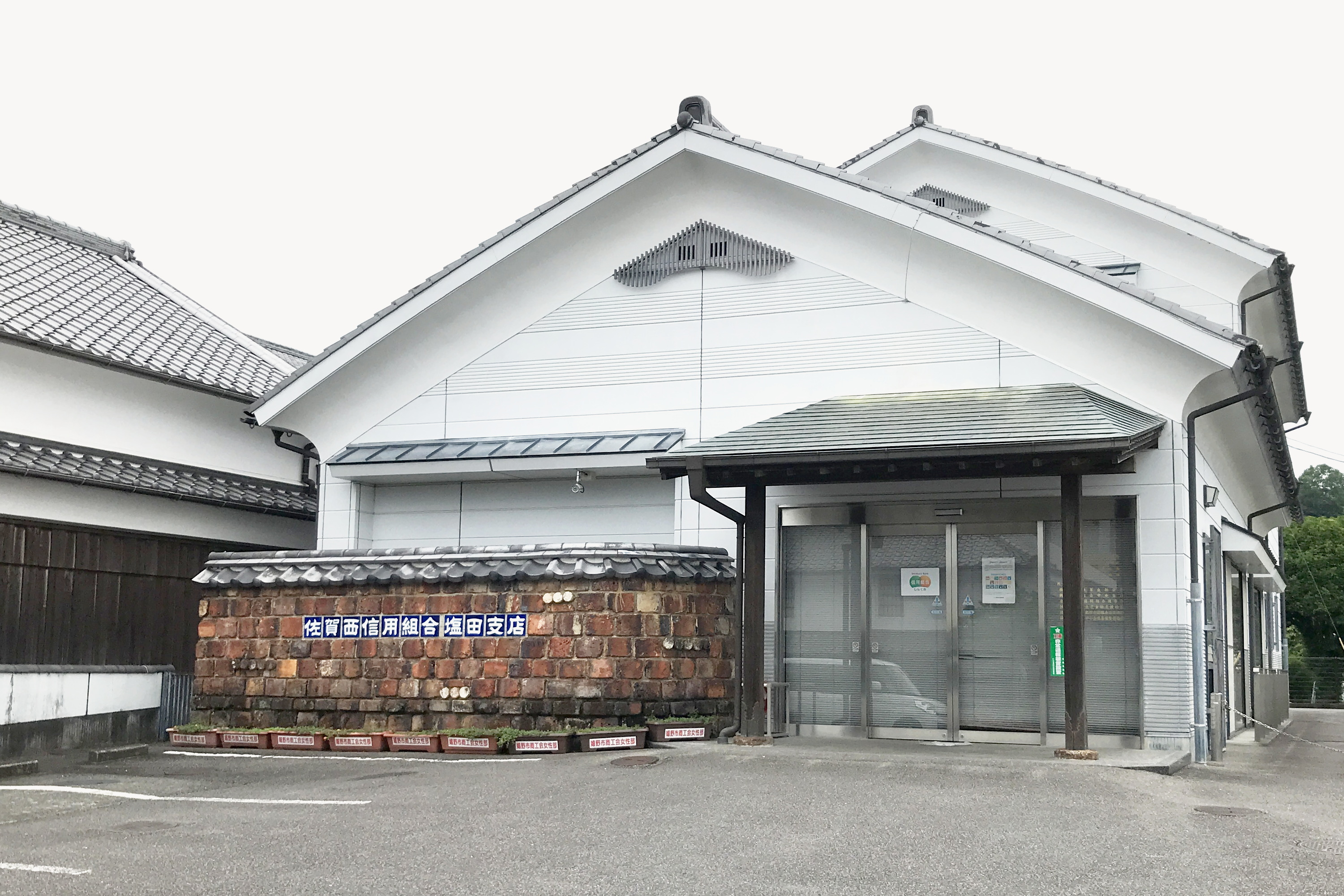
土蔵に似せた外観の佐賀西信用組合塩田支店
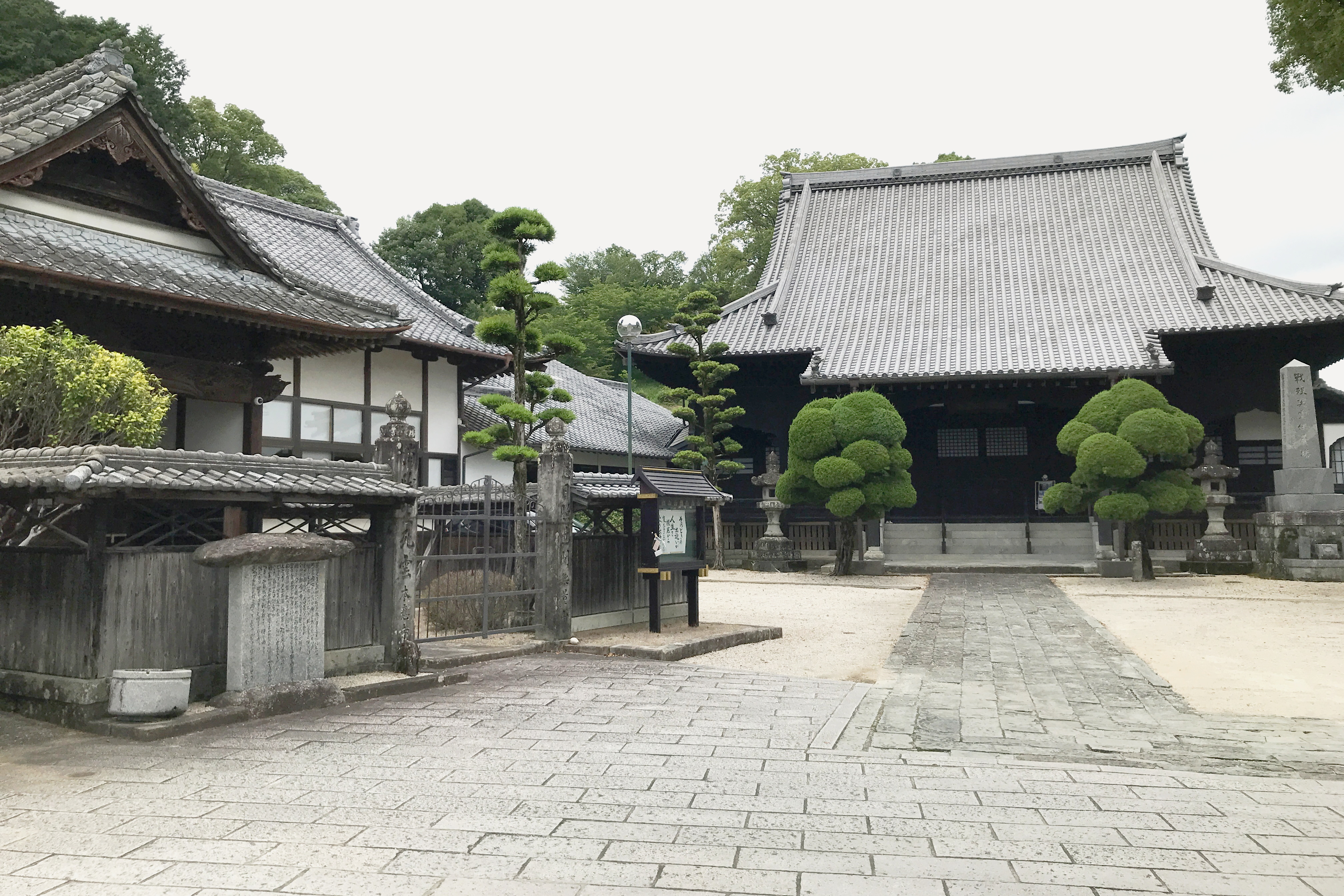
本應寺

川港にあたる川沿いには、土蔵や座蔵が建ち並び、塩田石工による棚路等の石造物が加わって、塩田津固有の景観が形成されている。

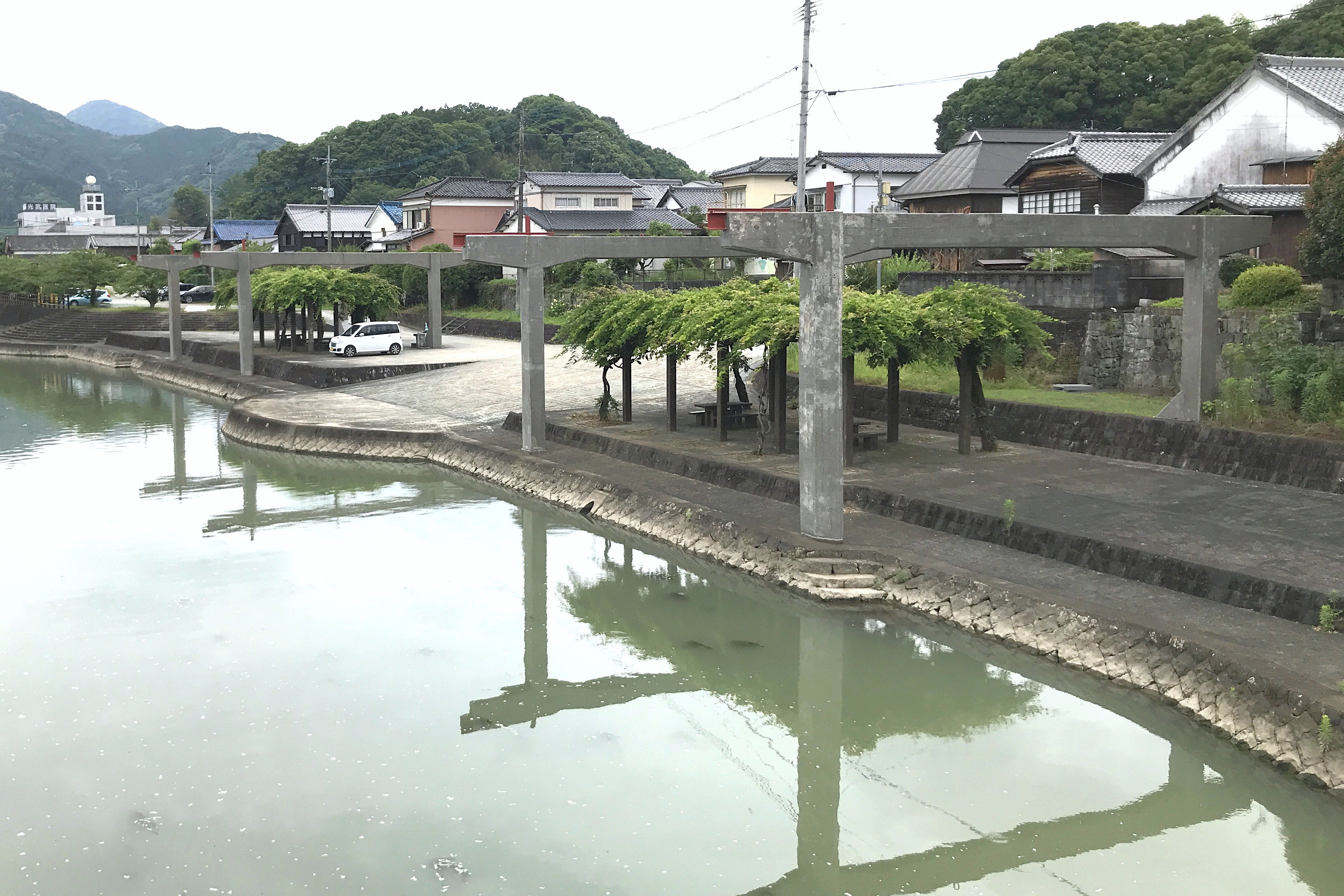
保存されている荷揚げクレーン土台

山下地区は、長崎街道沿線の大型町家群とは対照的に、表通りの道幅は狭く、小規模な町家から構成された庶民情緒香る落ち着いた雰囲気となっている。

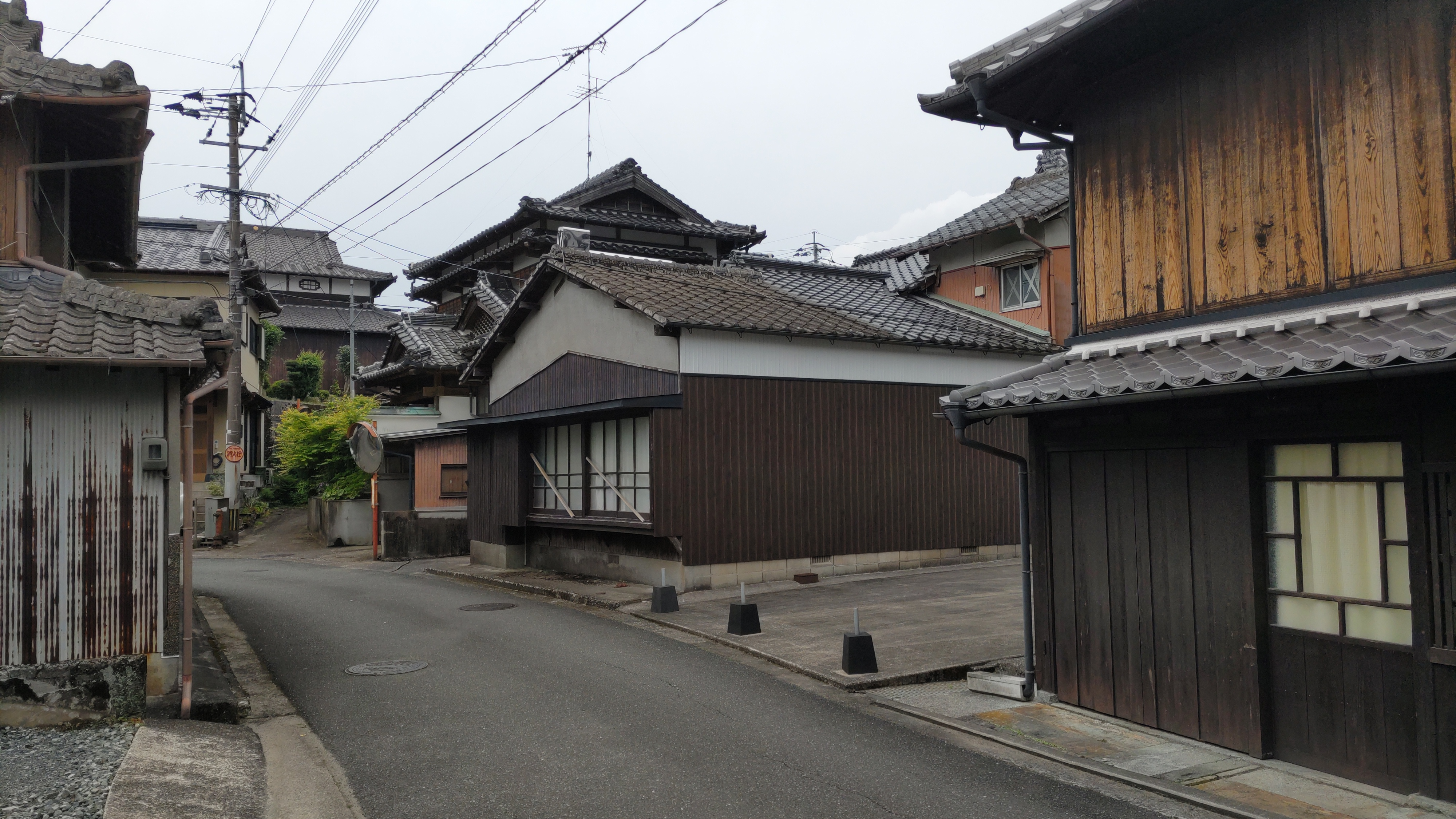
山下地区の武雄方面の脇街道沿いの町並み
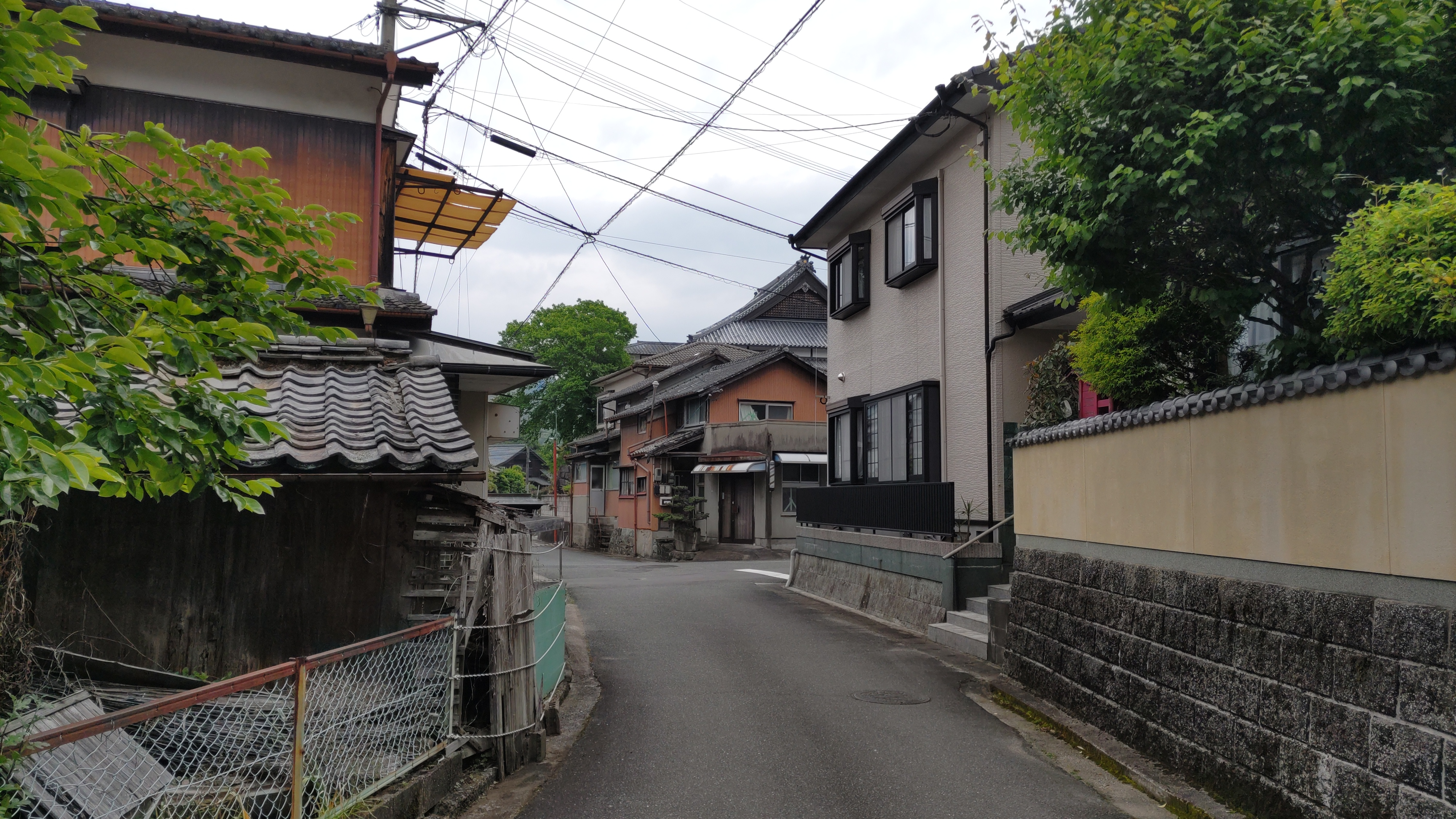
同左
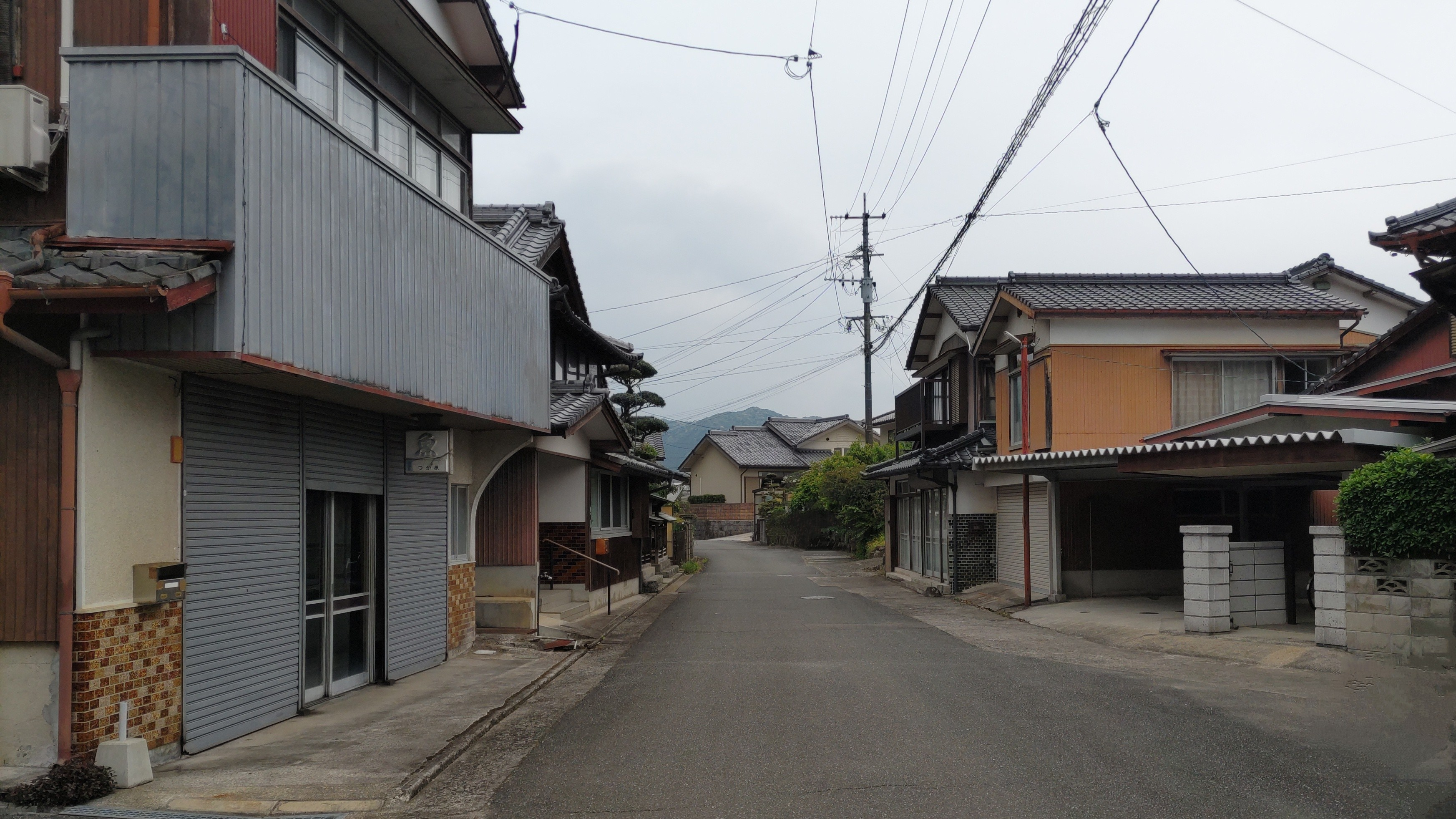
同左

## 認定等
- 国選定重要伝統的建造物群保存地区[2]
- 美しい日本の歴史的風土準100選[17]
- 日本遺産「砂糖文化を広めた長崎街道 〜シュガーロード〜」[18]
- 街なみ環境整備促進区域[11]